# David Hartley
David Hartley (Halifax, 30 agosto 1705 – Bath, 28 agosto 1757) è stato uno psicologo e filosofo britannico.
Considerato il fondatore della teoria psicologica dell'associazionismo, fu medico a Londra e a Bath. Secondo la sua teoria il sistema nervoso è il luogo reale dove interagiscono impulsi fisici detti vibrazioni ed operazioni mentali (associative) più o meno complesse.